# 贵广客运专线
贵广客运专线，又称贵广高铁、贵广铁路，是中國一條连接贵州省贵阳市與廣東省廣州市的铁路客运专线，起自贵州贵阳，经广西桂林、贺州至廣東廣州。设计线路长度857公里（从贵阳东站计），广东境内207.5公里、广西境内348.5公里，贵州境内301公里。初期最高速度250km/h，2023年10月11日提升至最高300km/h。该铁路于2008年10月13日开工建设，工程投资858亿元，2014年12月26日建成通车。
贵广客运专线极大缩短了中国西南地区与珠三角地区的时空距离，是贵阳、成都、重庆、昆明四省省会到达广州的最快铁路线。贵广客运专线走线非常直接，甚至比飞机航线里程还要短15公里。相较于普速列车需经沪昆线、京广线绕行湖南株洲，或经过黔桂铁路、湘桂铁路、黎湛铁路、广茂铁路绕行广西、广东南部，贵广高铁里程比既有普速铁路大大缩短，故而相对比較便宜及快捷，性价比提高数倍，截止2017年年底，贵广客运专线仍是中国大陆性价比最高的高速铁路。2018年初渝贵铁路开通、2019年成贵客运专线开通后，贵广客运专线将承载整个大西南地区到珠三角的龐大客流。

## 历史

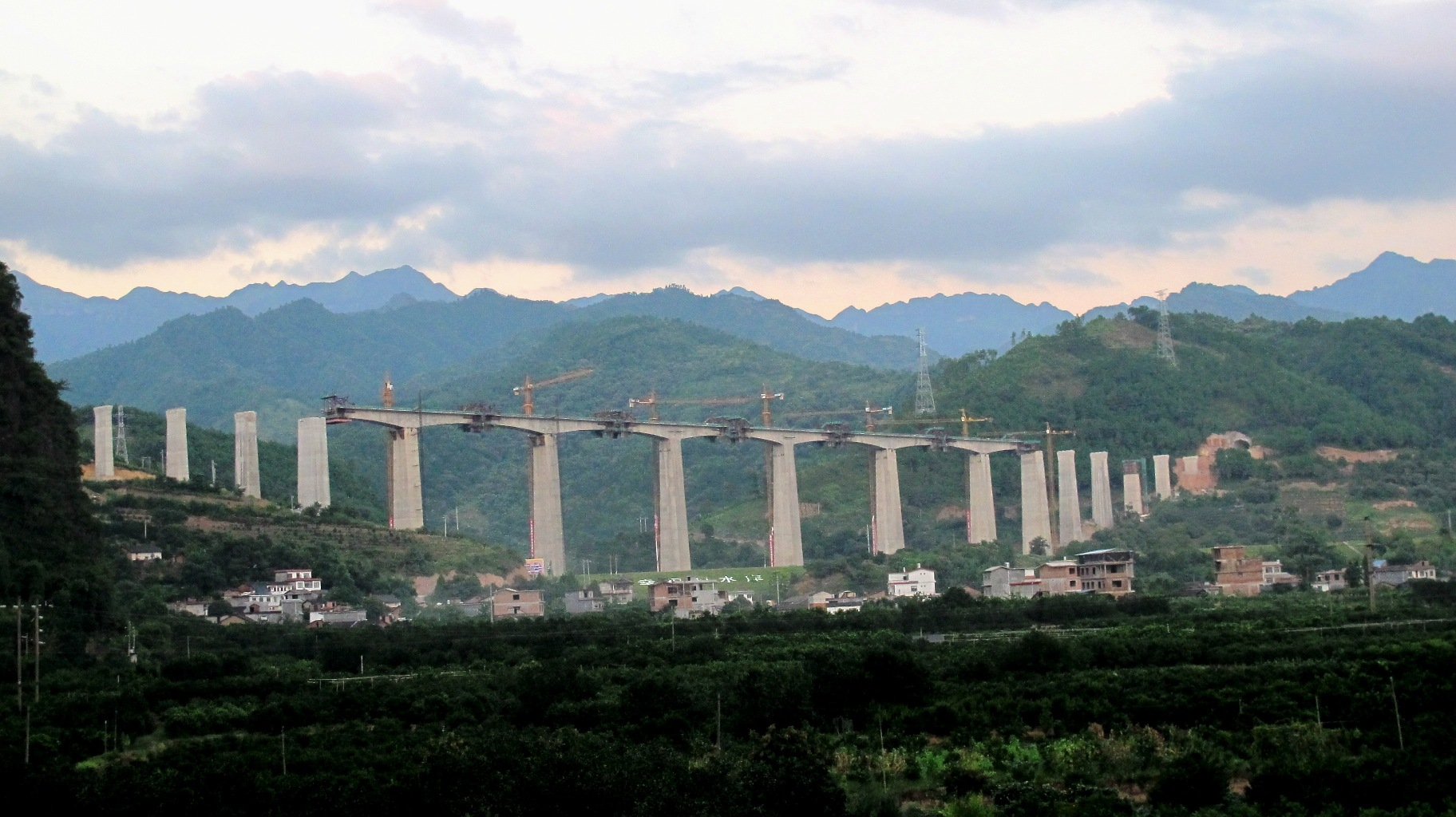
建设中的贵广客运专线（桂林阳朔段），2013年8月

### 背景

#### 贵州省的困境
主力推动贵广客专建设的贵州省地处中国西南内陆，缺乏便捷的对外交通联系，经济发展乏力。改革开放后，贵州省曾先后选定上海和广西北海作为自己的出海口，并希望借助上海的辐射带动能力促进本省经济发展。20世纪90年代，贵州省被划入成渝经济区、随后又被划入南贵昆经济带，以期实现西南地区协同发展。在此背景下，贵州省开始积极谋划修建一条高速铁路，直接连接贵州省与700公里外的广州，实现贵州快速通达沿海发达地带并帮助人员物资快速出海。

#### 既有铁路的局限
贵州省在中华人民共和国成立至改革开放前的这段时期，在三线建设思想指导下先后建成了川黔铁路、沪昆铁路和黔桂铁路，构成以贵阳市为核心的十字形铁路网，贵阳的铁路枢纽地位也得以奠定；然而，这一批线路由于建设年代早、技术标准落后，且多为单线，导致运行速度慢、易受自然灾害影响，逐渐不能再满足沿线经济发展所增加的交通运输需求。20世纪90年代，虽然贵州各铁路都陆续进行了电气化改造和新建复线工程，但新建的渝怀铁路和南昆铁路都绕过了贵阳市，导致贵州铁路枢纽地位降低，贵州在国家铁路网中被进一步边缘化。贵州急需建设辐射各个方向的高标准线路来更新其铁路网。

#### 探索与争取阶段
为了贯通贵州前往广东的快速铁路通道，2004年，黔桂铁路扩能改造工程首先开工，改建为国家一级160km/h级别快速铁路，和柳肇铁路共同构成云贵往珠三角的一条快速客货运通道；次年，贵州省亦与原铁道部共同提出贵阳至珠海快速铁路的构想。然而黔桂铁路并未开行动车组列车，贵珠铁路规划也最终搁浅，贵州前往广东依旧需要更多快速客运通道。
2006年7月20日，新上任的时贵州省长林树森首次提出建设贵广铁路的构想，并希望建设一条尽量平直的线路来尽可能减少旅行耗时；同月，在贵州考察的中国前总理朱镕基听取报告后对线路修建表示支持；8月18日，贵州省政府向国务院上报相关请示，并向包括时任总理温家宝在内的国务院官员汇报情况。2006年9月14日，国家发改委同意了贵广铁路建设计划并将其列入国家铁路“十一五”规划；9月16日，贵州省开始与广西壮族自治区、广东省沟通线路建设事宜并随即得到广西广东方面支持。2007年3月，三省政府联合铁道部共同提交贵广铁路项目建议书。同年，国家发改委在《综合交通网中长期发展规划》里把原四纵四横交通运输网络扩充为“五横五纵”，贵广铁路被纳入包头至广州运输大通道。

### 大事记
2007年5月18日：国家发改委于2007年5月18日同意新建贵广铁路。
2008年10月13日：贵广铁路正式动工，规划输送能力为每日客车100对，每年货运2500万吨。
2010年4月，贵广铁路确认升级为客运专线，设计运行初期由原来的100对以内提高至103至106对，远期将达到147至152对，并取消货运设施。
2014年7月31日，贵州至广西段全线贯通。11月25日，贵广客运专线预计在2014年12月26日全线通车，广州至贵阳全程约需4小时52分钟。12月6日，贵广高铁全线空载试运行，沿途车站不停车。12月26日，与南广铁路广东段同期通车。其中最快的D211次列车，贵阳至广州南站只需4小时09分。桂林西、五通、阳朔、佛山西暂不办理客运业务。
2015年9月20日，龙里北至贵阳东段建成，贵阳至广州的动车组线路改为贵阳北—贵阳东—龙洞堡—龙里北，此前的贵阳北—贵阳—龙里北既有线走法停用。
2016年1月10日，桂林西站启用客运，贵广客运专线上经停桂林往广州及贵阳方向的动车无需经联络线到桂林北站办理客运业务及调向。1月24日，阳朔站启用客运。
2017年8月18日，佛山西站启用客运。11月2日，贵阳东站启用客运。（仅贵开城际铁路方向，渝贵线、沪昆高速线方向于2018年1月25日启用，成贵客专线方向于2019年12月16日启用）
2018年3月13日，五通站启用客运。至此贵广客运专线全线所有车站均已启用。7月5日起，贵广客运专线二等座除少部分车次外票价全面上涨，全程票价由267.5元涨至323元，二等座每公里票价由0.31元上涨至0.37元。

### 提速改造
贵广高铁开通以来客运需求旺盛，是衔接西南内陆与珠三角区域的重要载体，对促进黔桂粤三省区及泛珠三角区域广泛合作有着积极意义。线下工程按照时速300km设计施工，线上工程按照时速250km设计施工，2014年开通后运营时速为250公里，为使全省融入粤港澳大湾区开放合作，贵州省提出实施贵广铁路提质改造工程。提质改造工程建成后，时速可达300公里/小时，贵阳至广州旅途时间将极大缩短。提速前，标杆车运行时间4小时16分钟（平均运行速度仅为201km/h），提速达到300公里/小时后，标杆车运行时间将缩短至3小时35分钟。
2022年第一季度贵广铁路提质改造工程可行性研究报告获批复。2022年3月20日，贵广铁路贺州至广州段提质改造工程定测开工。外业勘测里程约292公里，主要针对沿线站前工程开展病害调查及测量钻探，计划5月中旬完工。第一期提速改造工程包含两段：龙里北站至肇庆东站734km线路时速提升至300km/h、肇庆东站至三水南站实现达速250km/h。2023年5月25日，贵广高铁提质改造工程三水南至广州南间信号设备调试开通施工正式圆满结束。
2023年10月11日，貴廣客運專線正式提速至最高時速300km/h運行，屆時來往貴陽至廣州的行車時間縮短至最快3.5小時左右，成都、重慶至廣州分別縮短至最快7小時及6小時以內。

## 沿线站点
沿线开设站有贵阳北站、贵阳东站、龙洞堡站、龙里北站、贵定县站、都匀东站、三都县站、榕江站、从江站、三江南站、五通站、桂林西站、桂林北站（非正线上）、阳朔站、恭城站、钟山西站、贺州站、怀集站、广宁站、肇庆东站（自该站至广州南站与南广铁路四线并行）、三水南站、佛山西站、广州南站等22个车站。
| 车站名称     | 所在区域       | 所在区域             | 所在区域       | 启用日期                                    | 规模     | 连接铁路                                          | 城市轨道交通换乘路线                                     |
| ------------ | -------------- | -------------------- | -------------- | ------------------------------------------- | -------- | ------------------------------------------------- | -------------------------------------------------------- |
| 贵广客运专线 |                |                      |                |                                             |          |                                                   |                                                          |
| 贵阳北站     | 贵州省         | 贵阳市               | 观山湖区       | 2014年12月25日                              | 15台32线 | 沪昆高速铁路 成贵客运专线 贵开城际铁路 渝贵铁路   | 贵阳轨道交通1号线                                        |
| 贵阳东站     | 贵州省         | 贵阳市               | 乌当区         | 2017年11月2日                               | 6台16线  | 沪昆高速铁路 成贵客运专线 贵开城际铁路            |                                                          |
| 龙洞堡站     | 贵州省         | 贵阳市               | 南明区         | 2015年9月20日                               | 2台4线   |                                                   | 贵阳轨道交通2号线                                        |
| 龙里北站     | 贵州省         | 黔南布依族苗族自治州 | 龙里县         | 2014年12月26日                              | 4台8线   | 贵南客运专线                                      |                                                          |
| 貴定縣站     | 贵州省         | 黔南布依族苗族自治州 | 貴定縣         | 2014年12月26日                              | 2台4线   | 贵南客运专线                                      |                                                          |
| 都匀东站     | 贵州省         | 黔南布依族苗族自治州 | 都匀市         | 2014年12月26日                              | 6台15线  | 贵南客运专线                                      |                                                          |
| 三都县站     | 贵州省         | 黔南布依族苗族自治州 | 三都县         | 2014年12月26日                              | 2台4线   |                                                   |                                                          |
| 榕江站       | 贵州省         | 黔东南苗族侗族自治州 | 榕江县         | 2014年12月26日                              | 2台4线   |                                                   |                                                          |
| 从江站       | 贵州省         | 黔东南苗族侗族自治州 | 从江县         | 2014年12月26日                              | 2台6线   |                                                   |                                                          |
| 三江南站     | 广西壮族自治区 | 柳州市               | 三江侗族自治县 | 2014年12月26日                              | 2台4线   |                                                   |                                                          |
| 五通站       | 广西壮族自治区 | 桂林市               | 临桂区         | 2018年3月13日                               | 2台4线   |                                                   |                                                          |
| 桂林西站     | 广西壮族自治区 | 桂林市               | 灵川县         | 2016年1月10日                               | 2台6线   | 湘桂铁路 桂西桂北联络线往桂林北站                 |                                                          |
| 阳朔站       | 广西壮族自治区 | 桂林市               | 阳朔县         | 2016年1月24日                               | 2台6线   | 桂北定江联络线往桂林北站                          |                                                          |
| 恭城站       | 广西壮族自治区 | 桂林市               | 恭城瑶族自治县 | 2014年12月26日                              | 2台4线   |                                                   |                                                          |
| 钟山西站     | 广西壮族自治区 | 贺州市               | 钟山县         | 2014年12月26日                              | 2台4线   |                                                   |                                                          |
| 贺州站       | 广西壮族自治区 | 贺州市               | 平桂区         | 2009年5月15日（货运） 2009年9月28日（客运） | 4台17线  | 益湛铁路                                          |                                                          |
| 怀集站       | 广东省         | 肇庆市               | 怀集县         | 2014年12月26日                              | 2台6线   |                                                   |                                                          |
| 广宁站       | 广东省         | 肇庆市               | 广宁县         | 2014年12月26日                              | 2台4线   |                                                   |                                                          |
| 肇庆东站     | 广东省         | 肇庆市               | 鼎湖区         | 2015年1月26日                               | 5台14线  | 南广铁路 鼎湖东站： 广肇城际铁路                  |                                                          |
| 三水南站     | 广东省         | 佛山市               | 三水区         | 2014年12月26日                              | 3台8线   | 南广铁路                                          |                                                          |
| 佛山西站     | 广东省         | 佛山市               | 南海区         | 2017年8月18日                               | 10台23线 | 南广铁路 广肇城际铁路                             | 佛山地铁3号线                                            |
| 广州南站     | 广东省         | 广州市               | 番禺区         | 2010年1月30日                               | 15台28线 | 京广高速铁路 南广铁路 廣深港高速鐵路 广珠城际铁路 | 广州地铁2号线 广州地铁7号线 广州地铁22号线 佛山地铁2号线 |

- 贵阳北站
- 桂林西站
- 肇庆东站
- 佛山西站
- 广州南站

## 线路特点与重大工程
贵广客运专线是一条典型的山区高速铁路。其75%的路段在喀斯特地貌中穿过，全线桥隧比达到83%。整条线路中共设置238个隧道，隧道总长度达到464公里，占线路全长的56%；共设置510座桥梁，桥梁总长度达245公里，占线路全长的27%。线路共有10公里以上长大隧道9座、高风险隧道11座、高风险桥梁32座，线路穿越溶洞270余个。
除了复杂的地质条件，贵广客运专线还因途经桂林、阳朔、三江、贵阳等黔桂一带著名旅游城市，沿线风景优美，遍布喀斯特地貌景观，而被誉为“中国最美高铁”之一。

### 岩山隧道
岩山隧道全长14693米，位于贵州省黔东南苗族侗族自治州榕江县，是贵广客专全线最长隧道。该隧道穿过22条断层，下穿两次寨蒿河河床。隧道于2008年12月开工，建设用时1270天。施工过程中创新运用多种爆破、排水、降温除尘、衬砌和机械化配套技术，获得多项国家专利。

### 黄岗隧道
黄岗隧道位于贵州省黔东南苗族侗族自治州黎平县，贯穿苗岭，全长10648米。黄岗隧道穿越5个富水性断层和12个节理密集带，地质条件不稳定。该隧道于2013年9月16日贯通，建设总用时38个月。

### 思贤滘特大桥
思贤滘特大桥，是贵广客专和南广客专并线段跨越佛山市三水区西南的西江水域思贤滘。两座桥塔之间的位置刚好是一辆CRH2A的长度多一点；为国内首创的四线两榀钢桁梁斜拉索新型铁路桥。

## 运营
贵广客运专线本线开行D字头动车，最高运行速度250km/h，另外会有往成都、重庆、香港方向的跨线车为G字头高速动车，最高运行速度310km/h（非贵广客专线上运营速度）。本线广州到桂林最短旅行时间2小时40分，广州到贵阳最短旅行时间4小时9分。该线接入中国国家高铁网络，采用实名制购票乘车，乘客须票、证、人一致且接受严格安全检查后方可乘车。在该线上运营的车辆亦有4G信号覆盖。线路开通初期，因票价偏低、投资额巨大，曾被质疑每年会亏损20亿人民币；但开通后，线路客流火爆，开通五个月即有七对车次客座率达到全国前20，排名最高的D212次列车，其客座率达到112.7。至2017年，其与南广铁路共同日开行列车106对，日均客流量达到5.6万人次。

### 票价
贵广客专开通初期曾维持了一段时间的低票价。开通初期，线路二等座曾按照0.31元/公里标准制订票价，二等座全程票价267.5元、一等座票价428元。
2018年5月27日和7月5日，贵广客专分别进行了一等座和全部席别票价调整，分别上调一等座票价和纳入浮动票价制度。2018年7月5日后，每日高峰期为8:00-16:00，此时段内开行动车组列车分两档上调票价，二等座价格分别上涨至323元和307元、一等座价格分别上涨至518元和493元；其余时段为平峰和低峰期，此时段内开行动车组列车部分下调票价，下调后一等座价格为340元、二等座价格为212元。此外，经停各站所购买车票价格也有一定程度上浮或下降。

## 意义

### 完善全国高速铁路网
贵广客运专线的建成通车打通了西南地区往华南珠三角地区的快速铁路客运通道，完善了中西部地区高速铁路网。线路亦是中华人民共和国“八纵八横”主干高速铁路网络中兰（西）广通道的重要组成部分，极大缩短了西北、西南地区与华南地区间的时间距离，促进粤港澳大湾区的资本、知识和人才向内陆地区转移。

### 促进黔桂地区经济发展
贵广客运专线让沿线城市进入粤桂黔“三小时高铁圈”，一改以往交通不便的状况。交通的改善迅速促进了珠三角企业向黔桂两省的投资。广东、广西、贵州三省借此机会推进三省经济发展战略合作，促进珠三角产业转型升级和西部地区经济发展，优化了南方总体产业布局。至2017年，广西、贵州两省份已获得广东企业投资逾千亿元人民币，TCL、格力、中兴、华为等上千个产业转移项目落地。
除了投资进入，贵广客运专线沿线城市也因线路开通而得到长足发展，沿线城市纷纷围绕铁路站点建设高铁新城。其中，广州南站附近获得超过千亿投资，正建设成为广州的城市副中心；贺州围绕高铁车站规划建设了面积庞大的生态新城；桂林和贵阳也因客运专线的开通而一举成为铁路枢纽城市，交通便利化对房地产行业和其他城市产业的促进作用显著。
贵广客专的开通也促进了沿线旅游产业的发展。在2015年春节黄金周，贵州游客量同比增长20%，其中70%通过高速铁路抵达。沿线各旅游景点皆借助线路开通的机会进行折扣促销或推广宣传，实现客流量和旅游收入的双双增加。广西桂林借助高铁搭建起广州—桂林—贵阳—昆明—曼谷国际黄金旅游线，而三江侗族自治县、阳朔县兴坪镇等从2014年到2018年都实现了数百万人次的游客量增长。此外，来自珠三角的资本也投向沿线文旅产业。在贺州，黄姚古镇获得广东投资48亿元人民币，实现景区整体的提档升级。

### 释放其他通道运力与促进民生
贵广客专的开通不仅极大增强西南到华南的客运能力，还通过分流既有线上运行的客运列车，释放了广茂线、黔桂线、京广线和沪昆线等既有线路的货运运能，西南到华南方向的铁路货运能力日均增加达千吨，使其对粤港澳大湾区和西南地区之间大宗物资转运保障能力增强。线路还契合了中国劳动力迁移方向，在春运等人口大迁徙时期有效保障务工人员和学生等群体返乡和返工返学，减少了以往运力不足催生的“摩托大军”数量，提升了民众在旅途中的安全性和舒适性，也进一步增强了沿线居民交流出行的意愿。

## 事故
- 2017年10月，贵广客运专线桂林西站K415+412.702～K415+692.702（DK413+385～DK413+665）段路基出现下沉，致使线路出现不均匀变形，影响行车安全[38]。桂林西站正线从10月起封闭并拆除（侧线继续使用）[39]。到2018年2月初春运开始前已完成修复恢复正常运营。
- 2020年6月7日，受强降雨影响，一列配属广州局集团的CRH1A-A动车组（D1862次由廣州南開往重慶西）在怀集至贺州段因落石发生脱轨事故。事故造成贵广客专相关路段双向封闭，沿途列车出现大面积延误。事故没有造成人员伤亡，车上248名乘客随后被转运至贺州站接续行程。[40][41]
- 2022年6月4日，贵阳北至广州南的D2809次列车（CRH2A-4020，配属成都局集团贵阳北所）行驶在贵广线榕江站进站前的月寨隧道口撞上泥石流，导致7号、8号车发生脱线。事故造成1名司机死亡、1名列车员与7名旅客受伤。[42][43]後來事故車改造為貨運動車組使用。